# Gan Gan
Pour les articles homonymes, voir Gan.
Gan Gan est une petite localité d'Argentine, située dans le département de Telsen, au nord de la province de Chubut.

## Géographie
Telsen se trouve à 1.622 km de Buenos Aires et 394 km à l'ouest de Rawson sur la route provinciale RP 4, qui unit Rawson à la Cordillère des Andes en longeant la frontière nord de la province du Chubut.
La localité est construite dans une cuvette tectonique dont le fond est occupé par une lagune saumâtre, la lagune de Gan Gan. Celle-ci se situe aux abords directs de la ville, du côté nord.

## Population
La localité comptait 587 habitants en 2001.